# Tainia ruybarrettoi
Tainia ruybarrettoi är en orkidéart som först beskrevs av Shiu Ying Hu och Gloria Barretto, och fick sitt nu gällande namn av Leonid Vladimirovitj Averjanov. Tainia ruybarrettoi ingår i släktet Tainia och familjen orkidéer. Inga underarter finns listade i Catalogue of Life.